# Grêmio Esportivo Tiradentes
El GE Tiradentes fue un equipo de fútbol de Brasil que jugó en el Campeonato Brasileño de Serie B, la segunda división de fútbol en el país.

## Historia
Fue fundado el 3 de febrero de 1979 en la ciudad de Ceilândia en el Distrito Federal de Brasil por iniciativa del Coronel Carlos Fernando Cardos Neto por la fusión de los equipos Grêmio de Tiro da Polícia Militar do Distrito Federal, Sociedade Esportiva de Tiro ao Alvo Tiradentes y Grupo de Escoteiros Dom Bosco fundado en 1967, de los cuales el Cornel era presidente; y se afilió a Federación Brasiliense de Fútbol en ese mismo año.
En 1988 logra ganar el título del Campeonato Brasiliense por primera vez, con lo que clasificó al Campeonato Brasileño de Serie C y a la Copa de Brasil por primera vez en su historia para ese año. En 1993 jugando en la tercera división nacional consigue el ascenso al Campeonato Brasileño de Serie B por primera y única vez, ya que en ese año descendieron a la tercera división luego de perder una ronda de playoff contra el Bangu AC luego de ser eliminados en la primera ronda de la segunda categoría.
En 1995 en su retorno a la tercera división nacional es eliminado en la primera ronda, y al terminar esa temporada firma un convenio con el CR Flamengo de Río de Janeiro y el club pasa a llamarse Flamengo Esportivo Tiradentes, pero el convenio terminó en 1996 y regresaron a su denominación original.
Tras su descenso de las divisiones nacionales pasaron activos en el Campeonato Brasiliense hasta que en el año 2000 estuvieron inactivos, regresando al año siguiente a la segunda división estatal donde lograron el ascenso al Campeonato Brasiliense, pero el club decidió paralizar sus actividades como equipo profesional de fútbol y desapareció.

## Palmarés
- Campeonato Brasiliense: 1

1988

## Jugadores

### Jugadores destacados
- Beto Fuscao